# Paco Femenía
Paco Femenía és un director de fotografia espanyol, guanyador d'un Goya a la millor fotografia.
Va treballar en alguns curtmetratges a la fi de la dècada del 1970 i fins i tot en va dirigir un, De Cáceres a Portugal (1978). Va debutar com a director en el primer llargmetratge de Pedro Almodóvar Pepi, Luci, Bom y otras chicas del montón (1980). Després de treballar per a TVE va tornar al cinema, i fou director de fotografia a El hermano bastardo de Dios (1986), Lluvia de otoño (1989), Morirás en Chafarinas (1995) i Nadie hablará de nosotras cuando hayamos muerto (1996), obra que el consagrará professionalment. Pel seu treball a Volavérunt (1999) fou nominat per primer cop al Goya a la millor fotografia. Fou nominat als Goya novament pel seu treball a Juana la Loca (2001), Carmen (2003) i Alatriste (2006), i finalment fou premiat per la seva tasca a Sólo quiero caminar (2008). El 2017 fou nominat novament al Goya pel seu treball a Oro.